# Ветвистоусые
Ветвистоу́сые (лат. Cladocera) — мелкие планктонные ракообразные, один из наиболее массовых и крайне разнообразных по внешнему строению животных планктона, бентоса и нейстона внутренних водоемов всех типов и всех континентов, включая Антарктиду. Известно около 700 видов этих мелких ракообразных. Наиболее хорошо известные представители отряда — пресноводные планктонные рачки рода дафнии (Daphnia), которых иногда называют «водяными блохами». Населяют они преимущественно пресные воды, хотя целый ряд видов живёт в солоноватых, соленых (в том числе морях) и даже в гипергалинных водоемах. Большинство видов являются либо первичными фильтраторами, добывающими пищу непосредственно из толщи воды, либо вторичными фильтраторами, которые сначала счищают её с субстрата, а затем отфильтровывают. Целый ряд представителей Chydoridae и Macrothricidae добывают пищу без фильтрации, среди них встречаются трупоеды и даже эктопаразиты.

## Строение
У большинства ветвистоусых тело заключено в карапакс в виде двустворчатой раковины. Створка карапакса приоткрыта с брюшной стороны. Карапакс полностью прикрывает всё тело, голова выдаётся вперёд, нередко образуя, например, у дафнии, направленный на брюшную сторону клювообразный вырост. На голове находится один большой фасеточный глаз, образовавшийся слиянием пары сложных глаз, и один слаборазвитый глазок, который есть у большинства видов. Антеннуаты небольшие, но антенны сильно развиты, двуветвистые и служат для плавания. Взмахи антенн определяют скачкообразные движения ветвистоусых, поэтому их нередко называют водяными блохами. Отталкиваясь антеннами, рачок движется толчками вверх, а затем медленно опускается. Грудной отдел сильно укорочен, состоит из 4—6 сегментов и несёт соответственное число пар ног. Верхние челюсти, или мандибулы нередко асимметричные, с развитой молярной (жевательной) поверхностью, две пары нижних челюстей, или максилл, слабо развиты. Грудные ножки листовидны. У большинства ветвистоусых ножки служат для отфильтровывания мелких пищевых частиц из воды и снабжены многочисленными перистыми щетинками. На ножках расположены жаберные лопасти, выполняющие дыхательную функцию, но в основном у них дыхание кожное. Брюшной отдел укороченный, нерасчленённый, подогнут вперёд. Хорошо развитая анальная лопасть — постабдомен — на конце несёт парные коготки, возможно, гомологичные фурке других групп ракообразных (по другой версии — её щетинкам).

## Экология
Ветвистоусые, наряду со многими другими мелкими ракообразными (бокоплавы, копеподы и другие), составляющими зоопланктон, представляют кормовую базу для многих видов рыб. На рыбофермах налажено массовое разведение дафний для откорма мальковых рыб.

## Палеонтология
Несмотря на сообщения об остатках ветвистоусых в девоне и карбоне, первые достоверные находки этой группы происходят из ранней юры.   

## Классификация
Надотряд ветвистоусых делят на следующие отряды, семейства и роды:
- Отряд[6] Anomopoda Sars, 1865
  - Семейство дафниевые (Daphniidae Straus, 1820)
    - Ceriodaphnia Dana, 1853
    - Дафнии (Daphnia Müller, 1785) [syn. Daphniopsis Sars, 1903]
    - Megafenestra Dumont & Pensaert, 1983
    - Simocephalus Schödler, 1858
    - Scapholeberis Schödler, 1858

  - Семейство Moinidae Goulden, 1968
    - Моины[7] (Moina Baird, 1850)
    - Moinodaphnia Herrick, 1887

  - Семейство хидоры (Chydoridae Stebbing, 1902)
    - Acroperus Baird, 1843
    - Alona Baird, 1843
    - Alonella Sars, 1862
    - Alonopsis Sars, 1862
    - Anchistropus Sars, 1862
    - Archepleuroxus Smirnov & Timms, 1983
    - Australochydorus Smirnov & Timms, 1983
    - Biapertura Smirnov, 1971
    - Bryospilus
    - Camptocercus Baird, 1843
    - Celsinotum Frey, 1991
    - Хидоры[источник не указан 2319 дней] (Chydorus Leach, 1816)
    - Dadaya Sars, 1901
    - Disparalona Sars, 1862
    - Dunhevedia King, 1853
    - Estatheroporus Alonso, 1990
    - Ephemeroporus Frey, 1982
    - Euryalona Sars, 1901
    - Graptolebris Sars, 1862
    - Karualona
    - Kozhowia
    - Kurzia Dybowski & Grochowski, 1894
    - Leberis Smirnov, 1989
    - Leydigia Kurz, 1875
    - Monope Smirnov & Timms, 1983
    - Monospilus Sars, 1862
    - Notoalona Rajapaksa & Fernando, 1987
    - Oxyurella Dybowski & Grochowski, 1894
    - Paralona Šráhek-Hušek, 1962
    - Parakozhowia
    - Phrixura P.E. Müller, 1867
    - Picripleuroxus
    - Planicirclus Frey, 1991
    - Pleuroxus Baird, 1843
    - Plurispina Frey, 1991
    - Pseudochydorus Fryer, 1968
    - Rak Smirnov & Timms, 1983
    - Rhynchotalona Norman, 1903
    - Saycia Sars, 1904
    - Spinalona Ciros-Perez & Elias-Gutierrez, 1997
    - Tretocephala Frey, 1965

  - Семейство Acantholeberidae
    - Acantholeberis Lilljeborg, 1846

  - Семейство Ophryoxidae
    - Ophryoxus Sars, 1862

  - Семейство Eurycercidae
    - Eurycercus Baird, 1843

  - Семейство макротриксовые[источник не указан 2319 дней] (Macrothricidae Norman & Brady, 1867)
    - Bunops Birge, 1893
    - Drepanothrix Sars, 1862
    - Echinisca Liévin, 1848
    - Grimaldina Richard, 1892
    - Guernella Richard, 1892
    - Iheringula Sars, 1900
    - Lathonura Lilljeborg, 1853
    - Macrothrix Baird, 1843
    - Neothrix Gurney, 1927
    - Parophryoxus Doolittle, 1909
    - Pseudomoina Sars, 1912
    - Streblocerus Sars, 1862
    - Wlassicsia Daday, 1904

  - Семейство Ilyocryptidae
    - Ilyocryptus Sars, 1862

  - Семейство Dumontiidae Santos-Flores & Dodson, 2003
    - Dumontia Santos-Flores & Dodson, 2003

  - Семейство босминовые[источник не указан 2319 дней] (Bosminidae Baird, 1846)
    - Босмины (Bosmina Baird, 1846)
    - Bosminopsis Richard, 1895
- Отряд[6] Ctenopoda Sars, 1865
  - Семейство сидовые[источник не указан 2319 дней] (Sididae Baird, 1850)
    - Диафанозомы[источник не указан 2319 дней] (Diaphanosoma Fischer, 1850)
    - Latona Straus, 1820
    - Latonopsis Sars, 1888
    - Penilia Dana, 1849
    - Pseudosida Herrick, 1884
    - Sarsilatona Korovchinsky, 1985
    - Сиды[7] (Sida Straus, 1820)

  - Семейство голопедиевые[источник не указан 2319 дней] (Holopediidae Sars, 1865)
    - Голопедиумы[источник не указан 2319 дней] (Holopedium Zaddach, 1855)
- Отряд[6] Onychopoda Sars, 1865
  - Семейство полифемовые[источник не указан 2319 дней] (Polyphemidae Baird, 1845)
    - Polyphemus Linnaeus, 1758

  - Семейство Cercopagidae Mordukhai-Boltovskoi, 1966
    - Битотрефы[источник не указан 2319 дней] (Bythotrephes Leydig, 1860)
    - Cercopagis Sars, 1897

  - Семейство Podonidae Mordukhai-Boltovskoi, 1968
    - Caspievadne Behning, 1941
    - Cornigerius Mordukhai-Boltovskoi, 1967
    - Evadne Lovén, 1836
    - Pleopis Dana, 1852
    - Podon Lilljeborg, 1853
    - Podonevadne Gibitz, 1922
    - Pseudevadne
- Отряд[6] Haplopoda Sars, 1865
  - Семейство Leptodoridae Lilljeborg, 1861
    - Лептодоры[7] (Leptodora Lilljeborg, 1861)

Отряды Anomopoda и Ctenopoda иногда объединяют в полифилетическую группу Calyptomera, а отряды Onychopoda и Haplopoda — в монофилетическую группу Hymnomera.